# Université de Franeker
L’université de Franeker est une ancienne université des Provinces-Unies. Elle fut fondée à Franeker en 1585 et fermée en 1811.

## Historique
Deuxième plus ancienne université des Pays-Bas, elle fut fondée peu de temps après l’université de Leyde. Le stadhouder de Frise Guillaume-Louis de Nassau-Dillenbourg soutenait chaudement la fondation de cette université, qui fut décidée en 1584 et négociée le 10 juillet de la même année, le jour même de l’attaque de Guillaume d’Orange à Delft, par Rombertus van Uylenburgh, maire de Leeuwarden.
Également appelée « Academiæ Franekerensis » ou « université de la Frise », elle fut fondée principalement pour quatre raisons : il était moins cher d’y étudier qu’à Leyde, les parents pouvaient mieux surveiller le comportement de leurs enfants, l’argent dépensé par les étudiants restait dans la province, le développement de la population en profitait. Jouissant initialement d’une excellente réputation, l’université attira des étudiants venus de loin, servant de point de passage à de nombreux puritains, tels que Pieter Stuyvesant, fuyant les persécutions de l’évêque Laud (anglican) vers la destination finale du continent américain.
Située dans l’ancien couvent Sainte-Croix de Franeker, l’université, qui comprenait un département de théologie, droit, médecine, philosophie, mathématiques et physique, fut, pendant trente ans la seule université du nord des Pays-Bas. Après des débuts prometteurs et un nombre d’étudiants en constante augmentation, elle connut, en particulier, une forte augmentation de la faculté de théologie, Franeker commença à décliner vers 1660. Une légère reprise eut lieu en 1700 et une opération majeure de réduction des coûts fut entreprise en 1774. En 1785, l'universitaire célébra son bicentenaire, en présence du stathouder Guillaume V. Lorsque, en 1787, l’enrôlement dans les milices devint obligatoire pour les membres du corps professoral, ceux-ci décidèrent de quitter l'université, provoquant une diminution inquiétante du nombre d’étudiants : en 1795, ils n’étaient plus que huit.
Un projet de maternité, un moment envisagé sous l’égide de l’obstétricien Johannes Mulder, échoua lorsque ce dernier accepta, en 1807, un poste à l’université de Groningue. En 1811, lors de la période franco-batave des Pays-Bas, un décret de Napoléon abolit les universités de Franeker, de Harderwijk et d’Utrecht. Un athénée fut fondé en guise de compensation, mais cette institution fut de courte durée (1815-1843) et, contrairement à Utrecht, dont l'université est rétablie en 1815, Franeker et Harderwijk ne retrouvèrent jamais leur statut universitaire.
À l’occasion, quelques promotions universitaires ont lieu à Franeker : on permet aux doctorants de l’université de Groningue, dont le sujet de thèse touche ou est en relation avec la Frise, de soutenir leur thèse dans l'église Martinikerk de cette ville.

## Professeurs célèbres
- Sebald Justinus Brugmans, professeur de physique et mathématiques, 1585 ;
- Petrus Camper, professeur de philosophie, d’anatomie et de chirurgie en 1750 ;
- Johannes Cocceius, professeur d’hébreu et de théologie, 1643 ;
- Hendrik Arent Hamaker, professeur d'histoire et de langue, 1815 ;
- Ulrik Huber (1636-1694), professeur de droit ;
- Johann Samuel König, professeur de mathématiques et de philosophie, 1744-1749 ;
- Adriaan Metius, mathématicien et astronome, « professeur extraordinaire » en 1598 ;
- Lodewijk Caspar Valckenaer, professeur de grec, 1741-1765.
- Johannes Bogerman, professeur de théologie, président du Synode de Dort  ;
- Sebald Justinus Brugmans, professeur de physique et de mathématiques, 1785  ;
- Johannes van den Driesche, professeur de langues orientales à Oxford en 1575 et à Franeker en 1585 ;
- Tiberius Hemsterhuis, professeur de grec et d'histoire, 1720-1740 ;
- Johann Samuel König, professeur de mathématiques et de philosophie, 1744-1749 ;
- Eise Eisinga (1724-1828) astronome amateur qui a construit le planétarium Eise Eisinga dans sa maison à Franeker, devint plus tard professeur d'astronomie ;
- Jacobus Perizonius (1651-1715), professeur d’éloquence et d’histoire.

## Étudiants célèbres
- René Descartes, étudiant de 1628 à 1630[1] ;
- Coert Lambertus van Beyma, délégué des États frisons ;
- Govert Bidloo, anatomiste et médecin personnel de Guillaume III d’Angleterre ;
- Daniel Heinsius, étudiant puis professeur à l’université de Leyde ;
- Murk van Phelsum, médecin ;
- Pieter Stuyvesant, gouverneur de la Nouvelle-Amsterdam ;
- Guillaume IV d'Orange-Nassau, stathouder des Pays-Bas ;
- André-Daniel Laffon de Ladebat (1746-1829) homme politique français, abolitionniste ;
- Cornelius van Bynkershoek, juriste, président de la Cour suprême des Pays-Bas ;
- Sicco van Goslinga, homme d’État et diplomate néerlandais ;
- Johan Valckenaer, avocat, patriote et diplomate ;
- Jakab Harsányi Nagy, professeur, diplomate et orientaliste hongrois ;
- Jean Nicolas Sébastien Allamand (1713-1787), professeur de philosophie (1747-1749) puis professeur de mathématiques et de philosophie, université de Leyde ;
- William Ames, théologien ;
- Onno Zwier van Haren, écrivain et homme politique.